# Bollmoradalens kyrka

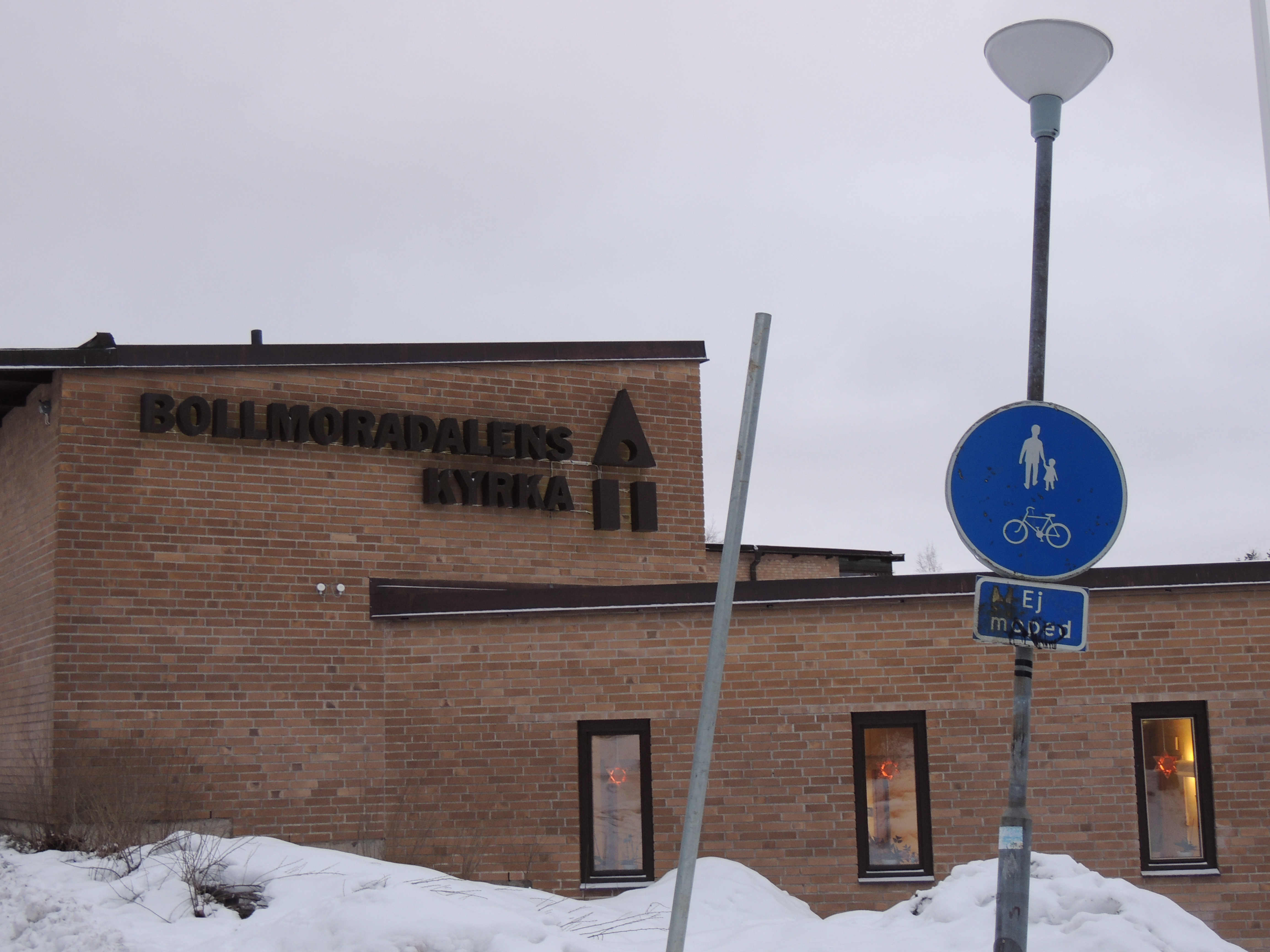
Bollmoradalens kyrka, januari 2013.

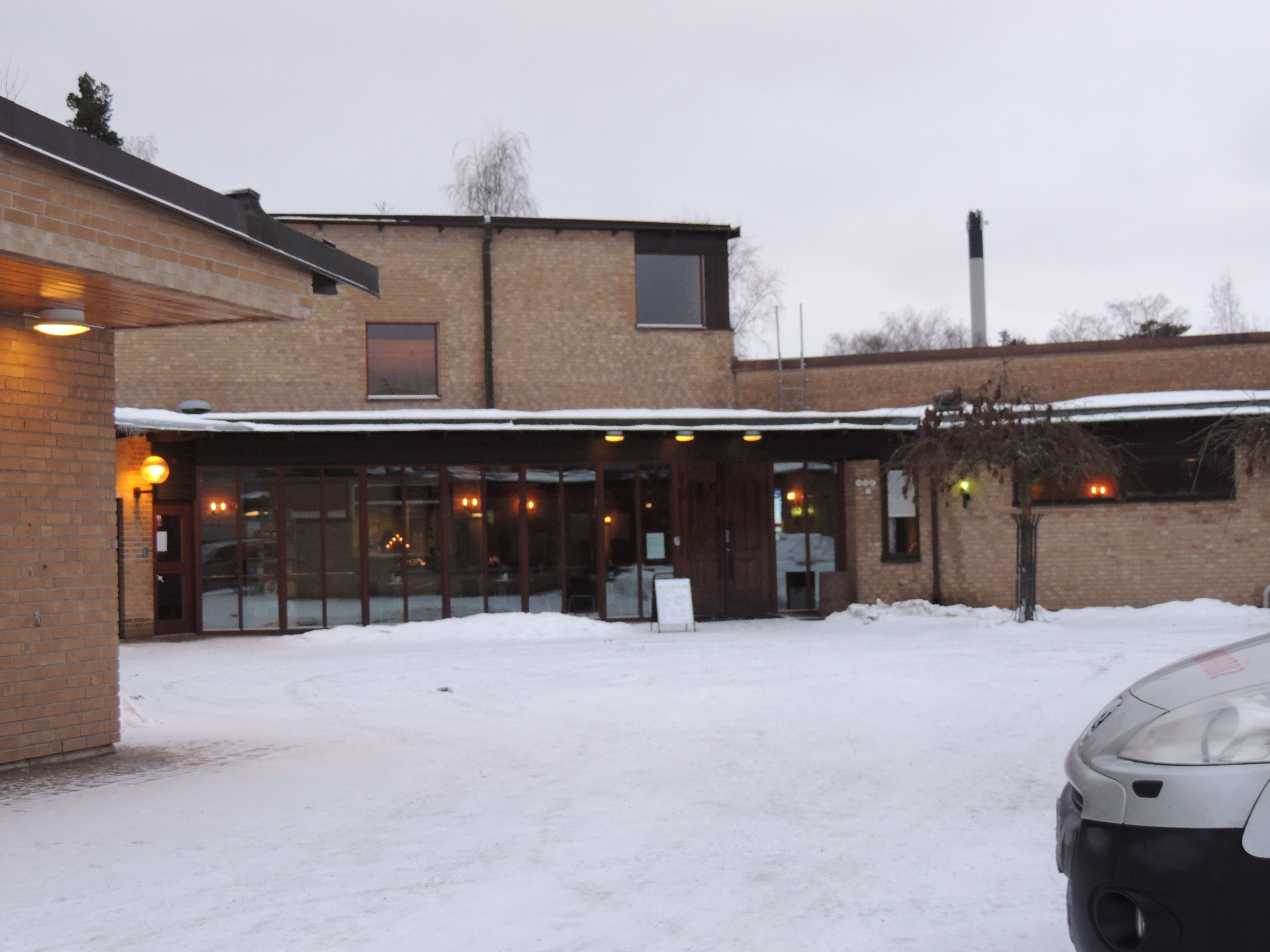
Bollmoradalens kyrka, januari 2013.

Bollmoradalens kyrka är en kyrkobyggnad i Bollmora i Tyresö kommun. Den är församlingskyrka i Tyresö församling i Stockholms stift och ligger i anslutning till Tyresö centrum.

## Kyrkobyggnaden
Under 1960-talet ökade befolkningen i Tyresö församling. 1968 inköptes en vandringskyrka av Oresjö-modell som placerades i Lindalen, nära Bollmora begravningsplats. En befintlig mindre byggnad nyttjades som församlingshem.
De provisoriska lokalerna ersattes 1973 av Bollmora församlingscentrum som innefattade kyrka, expedition och församlingslokaler. Hela anläggningen kom att omfatta 1800 m². Kyrkan uppfördes i gult tegel efter ritningar av Bo Sahlin.
Kyrkorummet eldhärjades 1988, men återställdes till ursprungligt skick.

## Inventarier

### Orgel
- 1976 byggde Walter Thür Orgelbyggen, Torshälla en orgel med 31 stämmor, tre manualer och pedal. Orgeln förstördes i branden 1988.
- 1989 användes en interimsorgel med 6 stämmor, en manual och pedal.
- År 1993 invigdes en ny orgel, byggd av Walter Thür Orgelbyggen AB, Torshälla. Orgeln är mekanisk. Orgelfronten är av Gunvor Westelius.

| Huvudverk I     | Svällverk II           | Solo III       | Pedal      | Koppel |
| Principal 8´    | Borduna 16´            | Dubbelflöjt 8' | Subbas 16´ | I/P    |
| Spetsflöjt 8'   | Rörflöjt 8'            | Vox candida 8' | Octava 8'  | II/P   |
| Octava 4'       | Salicional 8'          | Hålflöjt 4'    | Borduna 8' | III/P  |
| Gedacktflöjt 4' | Voix celeste 8'        | Svegel 2'      | Octava 4'  | II/I   |
| Kvinta 3'       | Italiensk principal 4' | Nasat 1 1/3'   | Basun 16'  | III/I  |
| Octava 2'       | Flûte octaviante 4'    | Cornett 3 chor |            | III/II |
| Mixtur 4 chor   | Rörkvinta 3'           | Tremulant      |            |        |
| Fagott 16'      | Waldflöjt 2'           |                |            |        |
| Trumpet 8'      | Ters 1 3/5'            |                |            |        |
|                 | Mixtur 3 chor          |                |            |        |
|                 | Oboe 8'                |                |            |        |
|                 | Tremulant              |                |            |        |

### Diskografi
Inspelningar av musik framförd på kyrkans orglar.
- Preludium / Lundkvist, Erik, orgel. LP. Proprius PROP 7832. 1980.
- Tonsvall från min orgel : Lars Jonsson spelar på orgeln i Bollmoradalens kyrka, Tyresö. CD. HELA 0513. 1999.

### Webbkällor
- Bollmoradalens kyrka